# Tri Nations 2000
Tri Nations 2000 war die fünfte Ausgabe des jährlich stattfindenden Rugby-Union-Turniers Tri Nations. Zwischen dem 15. Juli und dem 26. August 2000 fanden sechs Spiele statt. Australien gewann das Turnier zum ersten Mal. Das Team verteidigte auch den Bledisloe Cup, nachdem sowohl Australien als auch Neuseeland jeweils ein Spiel gewonnen hatten. Beim Eröffnungsspiel im Telstra Stadium in Sydney wurde mit 109.878 Besuchern ein Zuschauerrekord für Rugbyspiele erzielt.

## Tabelle
|    | Land       | Spiele | Siege | Unent. | Ndlg. | Spiel- punkte | Diff. | Bonus- punkte | Tabellen- punkte |
| -- | ---------- | ------ | ----- | ------ | ----- | ------------- | ----- | ------------- | ---------------- |
| 1. | Australien | 4      | 3     | 0      | 1     | 104:86        | + 18  | 2             | 14               |
| 2. | Neuseeland | 4      | 2     | 0      | 2     | 127:117       | + 10  | 4             | 12               |
| 3. | Südafrika  | 4      | 1     | 0      | 3     | 82:110        | - 28  | 2             | 6                |

## Ergebnisse
| 15. Juli 2000 | Australien                                                                                 | 35 : 39         | Neuseeland                                                                                      | Telstra Stadium, Sydney Zuschauer: 109.874 Schiedsrichter: André Watson (Neuseeland) |
| 15. Juli 2000 | Versuche: Latham Mortlock (2) Paul Roff Erhöhungen: Mortlock (2) Straftritte: Mortlock (2) | (24:24) Bericht | Versuche: Alatini Cullen Lomu Marshall Umaga Erhöhungen: Mehrtens (4) Straftritte: Mehrtens (2) | Telstra Stadium, Sydney Zuschauer: 109.874 Schiedsrichter: André Watson (Neuseeland) |

| 22. Juli 2000 | Neuseeland                                                               | 25 : 12         | Südafrika                                               | Jade Stadium, Christchurch Zuschauer: 49.000 Schiedsrichter: Chris White (England) |
| 22. Juli 2000 | Versuche: Cullen (2) Straftritte: Brown Mehrtens (3) Dropgoals: Mehrtens | (19:12) Bericht | Straftritte: van Straaten (3) Dropgoals: Montgomery (1) | Jade Stadium, Christchurch Zuschauer: 49.000 Schiedsrichter: Chris White (England) |

| 29. Juli 2000 | Australien                                                                 | 26 : 6         | Südafrika                 | Telstra Stadium, Sydney Zuschauer: 77.048 Schiedsrichter: Ed Morrison (England) |
| 29. Juli 2000 | Versuche: Mortlock Paul Erhöhungen: Mortlock (2) Straftritte: Mortlock (4) | (19:6) Bericht | Straftritte: Straaten (2) | Telstra Stadium, Sydney Zuschauer: 77.048 Schiedsrichter: Ed Morrison (England) |

| 5. August 2000 | Neuseeland                                                              | 23 : 24         | Australien                                                                   | Westpac Stadium, Wellington Zuschauer: 36.500 Schiedsrichter: Jonathan Kaplan (Südafrika) |
| 5. August 2000 | Versuche: Cullen (2) Erhöhungen: Mehrtens (2) Straftritte: Mehrtens (3) | (20:18) Bericht | Versuche: Mortlock Roff Erhöhungen: Mortlock Straftritte: Eales Mortlock (3) | Westpac Stadium, Wellington Zuschauer: 36.500 Schiedsrichter: Jonathan Kaplan (Südafrika) |

| 19. August 2000 | Südafrika | 46 : 40         | Neuseeland                                                                                            | Ellis Park Stadium, Johannesburg Zuschauer: 57.233 Schiedsrichter: Andrew Cole (Australien) |
| 19. August 2000 | Versuche: Delport Fleck (2) Swanepoel (2) Williams Erhöhungen: van Straaten (5) Straftritte: van Straaten (2) | (33:27) Bericht | Versuche: Cullen (2) Umaga (2) Erhöhungen: Mehrtens (4) Straftritte: Mehrtens (3) Dropgoals: Mehrtens | Ellis Park Stadium, Johannesburg Zuschauer: 57.233 Schiedsrichter: Andrew Cole (Australien) |

| 26. August 2000 | Südafrika                     | 18 : 19        | Australien                                                      | Kings Park Stadium, Durban Zuschauer: 52.000 Schiedsrichter: Paul Honiss (Neuseeland) |
| 26. August 2000 | Straftritte: van Straaten (6) | (6:13) Bericht | Versuche: Latham Erhöhungen: Mortlock Straftritte: Mortlock (4) | Kings Park Stadium, Durban Zuschauer: 52.000 Schiedsrichter: Paul Honiss (Neuseeland) |

## Statistik

### Meiste erzielte Versuche
|    | Name              | Versuche | Land       |
| -- | ----------------- | -------- | ---------- |
| 1. | Christian Cullen  | 7        | Neuseeland |
| 2. | Stirling Mortlock | 4        | Australien |
| 3. | Tana Umaga        | 3        | Neuseeland |

### Meiste erzielte Punkte
|    | Name               | Punkte | Land       |
| -- | ------------------ | ------ | ---------- |
| 1. | Stirling Mortlock  | 71     | Australien |
| 2. | Andrew Mehrtens    | 59     | Neuseeland |
| 3. | Braam van Straaten | 49     | Südafrika  |